# Спиньо-Монферрато
Спиньо-Монферрато (итал. Spigno Monferrato) — коммуна в Италии, располагается в регионе Пьемонт, в провинции Алессандрия.
Население составляет 1174 человека (2008 г.), плотность населения составляет 21 чел./км². Занимает площадь 55 км². Почтовый индекс — 15018. Телефонный код — 0144.
Покровителем коммуны почитается святой Амвросий Медиоланский, празднование 7 декабря.

## Демография
Динамика населения:

## Администрация коммуны
- Официальный сайт: https://web.archive.org/web/20080519011229/http://www.spignomonferrato.com/